# Kazuya Ando
Kazuya Ando (安藤 一哉 Ando Kazuya?), född 15 juli 1997 i Chiba prefektur, är en japansk fotbollsspelare.
Ando började sin karriär 2020 i Gainare Tottori.